# Консульська башта
Консульська башта — пам'ятка архітектури національного значення України (охор. № 010071/16), що належить до комплексу пам'яток Генуезької фортеці в Судаку. Згідно з Переліком об'єктів нерухомої спадщини Судацької фортеці Національного заповідника «Софія Київська», башта має порядковий номер 5. Споруджена в XIV—XV столітті.

## Історія
Головним оборонним вузлом верхньої лінії оборони генуезької фортеці в Судаку був Консульський замок. Три вежі, об'єднані фортечною стіною, складають окремий оборонний комплекс. За часів генуезців Замок служив житловим будинком для його правителя, і резиденцією правління Міста.
Консул, за традицією, обирався терміном на один рік. Консули були переважно зі знатних родів, з жителів Генуї, які ніколи до вступу на посаду не бували в Солдаї. Такі правила зроблені тому, щоб консул не міг використовувати своє становище з корисливою метою. Консули за служіння на посаді отримували платню.
Входом у замок була єдина хвіртка, що веде у внутрішній двір, відокремлена невеликим барбаканом. За законами Солдайї, консулам заборонялося виходити за стіни фортеці. Отже, консули основний час проводили в стінах консульського замку.
Консульський замок був самостійною частиною фортеці і з'єднувався підйомним мостом з іншою частиною верхнього пояса оборонних споруд. Тут було все необхідне для того, щоб витримати тривалу оборону і навіть облогу. На випадок облоги був влаштований таємний вихід з південного боку схилу. Вихід виводив на вузьку доріжку, що веде до берега через тріщину в скелі.
Евлія Челебі описував у своїх записах історію, як одного разу в ніч перед облогою Солдайї турецькими полками, в червні 1475 року генуезькі начальники бігли по цій дорозі до морського берега, де їх чекав пришвартований корабель. Для особливої охорони цієї дороги, в південній вежі замку були збудовані додаткові бійниці спрямовані таким чином, щоб забезпечити безпеку шляху.

## Архітектура
Знаходиться над обривом з боку моря в східній частині фортеці. Консульська башта, або Вежа-донжон, або Катару-Куле — проклята башта так назвали її турки, — була головною складовою частиною Консульського замку, що входить в верхній ярус укріплення фортеці-цитаделі. Консульський замок — найцікавіший зі збережених у фортеці комплексів споруд. Головна, найпотужніша Консульська башта займає весь поперечний простір замку до обриву над морем. Друга потужна Кутова башта знаходиться в північно-східному куті замку. Обидві вежі з'єднані фортечними стінами, що утворюють внутрішній дворик, в який входили через спеціальний тамбур з бійницями, який огороджує двері від обстрілу.
Головним консульським житлом була Консульська башта. Це прямокутна в плані чотириярусна споруда, яка поєднувала функції житлового і оборонного приміщення, складу продовольства, сховища води і, ймовірно, арсеналу. У підвальному поверсі були складські приміщення, а також влаштована цистерна об'ємом 40 кубічних метрів для зберігання води. Одна з керамічних труб прокладена до цистерни з фортечної стіни, що йде в західному напрямку; інша, вмурована в товщу східної стіни, використовувалася для стоку дощової води з бойового майданчика верхнього ярусу.
Приміщення другого і третього ярусів опалювалися камінами. У східній стіні другого поверху є двері, в які можна було увійти тільки по драбині з двору. Широкі кам'яні сходи, по яким зараз входять у вежу, були побудовані пізніше. У західній стіні цього ж приміщення були ще одні двері, що виходили на фортечну стіну і за допомогою підйомного мосту з'єднувалися зі стіною. Зі східного боку замку, на другому поверсі вбудована арочна ніша, прикрашена залишками розпису середньовічного стилю. Ймовірно, для консула ця ніша служила особистим вівтарем.
На третьому поверсі — широкі венеціанські вікна. У південній стіні знаходяться двері, через які по драбині можна потрапити прямо на третій поверх. Перекриття цистерни і верхнього ярусу склепінні. Над зводом верхнього ярусу знаходиться бойова площадка, огороджена зубцями-мерлонами з бійницями. Зубці по всьому периметру вежі спираються з внутрішньої сторони на стіну, а із зовнішньої — на консоль у вигляді двох'ярусного аркатурного поясу. З північної і західної сторін біля підніжжя вежі влаштований спеціальний укіс у вигляді контрфорса, який захищав стіни від тарана і служив для відскакування каменів в бік супротивника, які скидали захисники башти з бойового майданчику.
У 1975—1980 рр. по пам'ятці проведені реставраційні роботи: відновлені екстер'єр, підйомний міст, перекриття, вікна, двері, сходи між ярусами.